# Olchowka (obwód smoleński)
Olchowka (ros. Ольховка) – wieś (ros. деревня, trb. dieriewnia) w zachodniej Rosji, w osiedlu wiejskim Mierlinskoje rejonu krasninskiego w obwodzie smoleńskim.

## Geografia
Miejscowość położona jest nad Orłanką, 8,5 km od drogi federalnej R135 (Smoleńsk – Krasnyj – Gusino), 10 km od centrum administracyjnego osiedla wiejskiego (Mierlino), 19,5 km od centrum administracyjnego rejonu (Krasnyj), 29,5 km od Smoleńska, 19,5 km od najbliższego przystanku kolejowego (443 km).

## Demografia
W 2010 r. miejscowość nie posiadała mieszkańców.